# Stanko Gerjolj
Stanko Gerjolj, slovenski teolog, lazarist, psiholog in pedagog, * 1955.
Predava na Teološki fakulteti v Ljubljani; od leta 2008 je tudi njen dekan. Leta 1986 je doktoriral iz teologije, leta 1995 pa še iz pedagogike in psihologije.

## Nazivi
- docent za oznanjevalno teologijo (1997)
- predavatelj (1992)